# 渋谷統括センター
渋谷統括センター（しぶやとうかつセンター）は、東日本旅客鉄道（JR東日本）首都圏本部の駅・運転士・車掌を所管する組織である。
2025年3月15日に渋谷営業統括センターの一部、大崎営業統括センター、大崎運輸区、埼京運輸区を統合して発足。

## 所管

### 駅
- 渋谷駅 - 所長所在駅
- 大崎駅
- 五反田駅★
- 目黒駅
- 恵比寿駅★
- 原宿駅

★: JR東日本ステーションサービスに業務委託

### 乗務ユニット

#### 大崎乗務ユニット
- 大崎駅近傍に設置（旧大崎運輸区）
- 担当線区（運転士）
  - 山手線 : 全線
- 担当線区（車掌）
  - 山手線 : 全線

#### 埼京乗務ユニット
- 大崎駅構内に設置（旧埼京運輸区）
- 担当線区（運転士）
  - 埼京線 : 大崎駅 - 大宮駅間
  - 川越線 : 大宮駅 - 川越駅間

- 担当線区（車掌）
  - 埼京線 : 大崎駅 - 大宮駅間
  - 川越線 : 大宮駅 - 川越駅間

## 歴史
- 2023年6月1日 - 渋谷営業統括センター（渋谷、原宿、代々木、四ツ谷、信濃町、千駄ヶ谷各駅の統合）、大崎営業統括センター（大崎、目黒各駅の統合）が発足。
- 2024年3月16日 - 大宮統括センター発足に伴い、大宮運転区・大宮車掌区の埼京線行路の一部を継承して埼京運輸区発足。
- 2025年3月15日 - 渋谷営業統括センターの一部（渋谷、原宿）に、大崎営業統括センター、大崎運輸区、埼京運輸区を統合して渋谷統括センターが発足。渋谷営業統括センター、大崎営業統括センター、大崎運輸区、埼京運輸区を廃止する。

| スタブアイコン | サブスタブ | この項目は、まだ閲覧者の調べものの参照としては役立たない、鉄道に関連した書きかけの項目です。この項目を加筆・訂正などしてくださる協力者を求めています（P:鉄道/PJ:鉄道）。 |